# Bettongia tropica
Bettongia tropica is een zoogdier uit de familie van de kangoeroeratten (Potoroidae). De wetenschappelijke naam van de soort werd voor het eerst geldig gepubliceerd door Norman Arthur Wakefield in 1967.

## Kenmerken
De bovenkant van het lichaam is donkergrijs, de onderkant lichtgrijs. Op de bovenkant van de achterste helft van de staart zitten uitstekende zwarte haren. De kop-romplengte bedraagt 270 tot 350 mm, de staartlengte 320 tot 365 mm, de oorlengte 38 tot 40 mm en het gewicht 1000 tot 1400 g.

## Leefwijze
Deze soort is 's nachts actief, leeft op de grond en eet naast schimmels ook onder andere wat gras. Overdag slaapt het dier in een nest van gras. Er wordt het hele jaar door gepaard.

## Verspreiding
Deze soort komt voor in open eucalyptusbos en regenwoud in Noordoost-Queensland. Deze soort lijkt op de (gewone) borstelstaartkangoeroerat (B. penicillata) en wordt daar soms toe gerekend.

## Bedreiging
Bettongia tropica geldt als een bedreigde diersoort. Sinds de komst van de blanke mens in Australië is het verspreidingsgebied van deze soort drastisch ingekrompen. B. tropica is inmiddels verdwenen uit de Dawson Valley nabij Rockhampton en de Greater Ravenshoe Area ten zuiden van Atherton. Tegenwoordig leeft het dier nog slechts in drie gebieden, de Mount Carbine Tablelands ten noorden van Cairns, de Lamb Range ten westen van Cairns en de Coane Range. In de Mount Carbine Tablelands is B. tropica sinds de vroege jaren negentig slechts enkele malen gezien. De grootste populatie leeft in de Lamb Range. De populatie in de Coane Range werd pas in 1997 bij toeval ontdekt en leeft meer dan 300 kilometer ten noorden van de overige twee populaties.